# Краснодар (теплоход)
Краснодар (теплоход) — советское научно-исследовательское судно судно, приспособленное для несения космической службы в океане. Успешно приняло телеметрическую информацию во время полёта Юрия Гагарина.
Переоборудовано из грузового теплохода в 1960 году, а с 1966 года снова стало использоваться в этом качестве.

## История
Судно изготовлено на шведской верфи Saab Kockums в 1925 году и получило название «Skåneland». В 1928 году оно было продано Германии и названо «Pernambuco». В конце Второй Мировой войны захвачено британцами в качестве военного трофея и было переименовано в «Empire Dart». В 1946 году было передано СССР и получило название «Краснодар».

### В качестве научно-исследовательского судна
В конце 1950-х годов проявилась острая необходимость в создании плавучих измерительных пунктов, поддерживающих радиосвязь с экипажами космических кораблей, выполняющих наблюдения и управляющих космическими аппаратами. По расчётам баллистиков, из 15-16 суточных полётов спутника вокруг Земли вне видимости остаются 6. Были арендованы суда Министерства морского флота — «Ворошилов» (с 1962 г. «Ильичёвск»), «Краснодар» и «Долинск».
На верхнем мостике каждого судна устанавливались кронштейны для крепления телеметрических антенн. Радиосвязь с наземными службами управления космическими полётами осуществлялась с помощью судовых радиостанций.
Плавучие измерительные пункты успешно приняли телеметрическую информацию с советской межпланетной станции Венера-1.
«Ворошилов», «Краснодар» и «Долинск» проводили работу с космическими кораблями «Восток».
12 апреля 1961 года они успешно приняли телеметрическую информацию о работе бортовых систем космического корабля «Восток» и научную информацию о жизнедеятельности космонавта.
В 1966 году «Ильичёвск» (бывший «Ворошилов») и «Краснодар» были заменены новыми судами — «Бежица» и «Ристна», а «Ильичёвск» и «Краснодар» стали использоваться в качестве грузовых теплоходов.
В 1975 году судно было выведено из эксплуатации.